# Hylorchilus navai
Hylorchilus navai là một loài chim trong họ Troglodytidae.